# Cape Pigeon Rocks
Cape Pigeon Rocks är en kulle i Antarktis. Den ligger i Östantarktis. Australien gör anspråk på området. Toppen på Cape Pigeon Rocks är 11 meter över havet.
Terrängen runt Cape Pigeon Rocks är kuperad åt sydväst, men österut är den platt. Havet är nära Cape Pigeon Rocks åt nordost. Trakten är obefolkad. Det finns inga samhällen i närheten.